# EF-464
A EF-464 foi uma ferrovia de ligação que interligava Aureliano Mourão, no município de Bom Sucesso a Antônio Carlos, passando por São João del-Rei. Possuía 202 quilômetros de extensão e foi construída como parte da EFOM. Foi erradicada em 1984.
Deste trecho existe, para fins turísticos, a EFOM, ligando as cidades de São João del-Rei e Tiradentes, operado pela FCA.